# MC Hammer
Stanley Kirk Burrell (Oakland, Kalifornija, 30. ožujka 1962.), poznatiji pod umjetničkim imenom MC Hammer je američki pjevač, zabavljač i plesač koji je dane najveće slave imao kasnih 1980-ih i ranih 1990-ih. Osim po hit singlovima, (posebice po pjesmi "Can't Touch This") poznat je i po svojem plesačkom umjećem te svojim zaštitnim znakom, "Hammer hlačama". Smatra se jednom od ikona pop kulture.
Krajem 1990-ih postao je propovjednik, te trenutačno radi na vlastitom reality showu Hammertime. Živi u Tracyju sa ženom Stephanie, nećakom i petero djece.

## Biografija
MC Hammer rođen je i odrastao u Oaklandu. Počeo se bavit glazbom osnovavši rap sastav "Holy Ghost Boy(s)". Nakon što su objavili par uspješnih pjesama, godine 1987. je osnovao izdavačku kuću, te je iste godine objavio svoj debitantski album Feel My Power, a zbog njegovog uspjeha, ubrzo potpisuje za izdavačku kuću Capitol Records. Nakon toga objavljuje albume Let's Get It Started i Please Hammer, Don't Hurt 'Em na kojem se našla pjesma "Can't Touch This" koja je ubrzo postala veliki hit. Za pjesmu je snimljen i spot s poznatim Hammerovim plesom. Album se čak 21 tjedan nalazio na vrhu top ljestvica, te je postao prvi hip hop album koji je, s 18 milijuna prodanih primjeraka dosegao dijamantnu nakladu. Zbog velike slave koju je stekao, počele su se čak proizvoditi figure s njegovim likom, te je po njemu napravljen animirani film Hammerman. 
Svoj idući album Too Legit to Quit objavljuje 1991. godine. Za naslovnu pjesmu s albuma, koji se nalazio na 5. mjestu Billboard 200 top liste, snimljen je i spot, kojeg se zbog pojavljivanja mnogih poznatih ličnosti u njemu, smatra jednim od najskupljih spotova svih vremena. Godine 1994. objavljuje album The Funky Headhunter, a godinu poslije Inside Out. Zbog neuspjeha albuma, raskošnog života, te zajmova koje je dao prijateljima, našao su u dugu od 13 milijuna dolara, te je proglasio bankrot u travnju 1996. Šest mjeseci kasnije, izdavačka kuća EMI objavljuje njegovu prvu kompilaciju najvećih hitova. Godine 2001. objavljuje album Active Duty pod vlastitom izdavačkom kućom WorldHit Music Group. Album je objavljen povodom napada na WTC, te je dio zarade doniran žrtvama 11. rujna. Unatoč tome, kao ni idući albumi Full Blast i Look Look Look nije postigao veći uspjeh. Trenutno snima album DanceJamtheMusic koji bi trebao biti objavljen 2009.

## Diskografija

### Studijski albumi
- 1987.: Feel My Power
- 1988.: Let's Get It Started
- 1990.: Please Hammer, Don't Hurt 'Em
- 1991.: Too Legit to Quit
- 1994.: The Funky Headhunter
- 1995.: Inside Out
- 2001.: Active Duty
- 2003.: Full Blast
- 2006.: Look Look Look

## Vanjske poveznice
- MC Hammer na MySpace-u